# Associazione Sportiva Bari 1966-1967
Questa pagina raccoglie le informazioni riguardanti l'Associazione Sportiva Bari nelle competizioni ufficiali della stagione 1966-1967.

## Stagione

Lauro Toneatto, "sergente di ferro". La FIGC gli assegna la medaglia d'oro quale miglior allenatore della Serie C 1966-67.

La stagione 1966-1967 in terza serie vede l'ingaggio del nuovo allenatore Lauro Toneatto, già terzino e poi tecnico, nei due anni precedenti, del Siena; il coach friulano era in realtà stato presentato già nella penultima giornata della stagione precedente, al della Vittoria. Secondo la testimonianza dello storico del Bari Calcio Gianni Antonucci, sarebbe stato Oronzo Pugliese (tifoso del Bari) a consigliare al presidente De Palo Toneatto, quale suo allievo.
Per il mercato estivo, Toneatto ottiene dal club biancorosso l'acquisto della prima punta Lucio Mujesan, bomber dell'Avellino, squadra sempre di C, e del suo compagno di squadra Bruno Bruschettini, mezzala solita fornire al centravanti assist. Rilevato dal Varese l'esperto portiere Antonio Lonardi, con esperienza anche in serie cadetta. Folto, il mercato delle "grandi" uscite: Baccari dopo sette anni di militanza, Rossi, Giannini, Calvani.
Il tecnico di Flambro porta in ritiro la nuova rosa a Campobasso, sottoponendola a un duro lavoro, e i galletti vengono apprezzati in alcune amichevoli di precampionato contro squadre jugoslave, come ad esempio il Maribor e l'Hajduk Spalato.
La squadra inizia il campionato con tre pareggi, i primi due in trasferta, e in quarta giornata coglie i due punti per mezzo di uno 0-1 ad Avellino, dove per la seconda volta va a segno Mujesan, in tal caso da ex. Conduce quindi una serie positiva fino alla 13ª giornata, in cui vince 7 partite per un totale di 20 punti, assestandosi al primo posto nella classifica del girone C. Nel mercato di riparazione novembrile è stato acquistato il cartellino dell'interditore di centrocampo Claudio Correnti, in rotta con la Reggiana, per rimediare allo sbilanciamento che la formazione ha mostrato in attacco. L'anzidetta serie positiva è interrotta dal Crotone, che batte il Bari 2-0 allo Scida; fino a fine campionato i pugliesi continuano a fare punti non lasciando più la testa del girone e ottenendo la promozione matematica in Serie B con il 2-0 interno sul Crotone in 31ª giornata, tre turni in anticipo sulla fine del campionato. L'undici di Toneatto ha raccolto 17 vittorie e 14 pareggi; le altre due sconfitte, entrambe per 1-0, fuori casa contro Pescara - 21ª giornata - e Cosenza, quest'ultima a promozione ormai acquisita.
I biancorossi hanno concluso la competizione vincendo il girone con 48 punti, a sette lunghezze di vantaggio sull'Avellino giunto secondo, restando imbattuti in casa. Con sole 14 reti subite sono risultati la miglior difesa fra le cinquantaquattro squadre dei tornei di Serie C. Il centravanti istriano Mujesan, con 20 reti realizzate ha vinto la classifica dei marcatori nel totale dei tre gironi della categoria.

## Divise
Le divise per la stagione '66-'67 sono state le seguenti:
| Prima divisa | Seconda divisa |

## Rosa
| N. |                   | Ruolo | Calciatore          |
| -- | ----------------- | ----- | ------------------- |
|    | Italia (bandiera) | P     | Antonio Lonardi     |
|    | Italia (bandiera) | D     | Mario Cantarelli    |
|    | Italia (bandiera) | D     | Alberto Gambi       |
|    | Italia (bandiera) | D     | Pasquale Loseto     |
|    | Italia (bandiera) | D     | Benedetto Marino    |
|    | Italia (bandiera) | C     | Pierluigi Armellini |
|    | Italia (bandiera) | C     | Bruno Bruschettini  |
|    | Italia (bandiera) | C     | Antonio Buccione    |

| N. |                   | Ruolo | Calciatore         |
| -- | ----------------- | ----- | ------------------ |
|    | Italia (bandiera) | C     | Angelo Carrano     |
|    | Italia (bandiera) | C     | Claudio Correnti   |
|    | Italia (bandiera) | A     | Angelo Carella     |
|    | Italia (bandiera) | A     | Bruno Cicogna      |
|    | Italia (bandiera) | A     | Agostino De Nardi  |
|    | Italia (bandiera) | A     | Franco Galletti    |
|    | Italia (bandiera) | A     | Lucio Mujesan      |
|    | Italia (bandiera) | A     | Pier Franco Toschi |

## Calciomercato

### Sessione estiva
| Arrivi | Arrivi              | Arrivi   | Arrivi     |
| R.     | Nome                | da       | Modalità   |
| ------ | ------------------- | -------- | ---------- |
| P      | Antonio Lonardi     | Varese   | ?          |
| C      | Pierluigi Armellini | Siena    | definitivo |
| C      | Bruno Bruschettini  | Avellino | definitivo |
| A      | Pier Franco Toschi  | Siena    | definitivo |
| A      | Lucio Mujesan       | Avellino | definitivo |

| Partenze | Partenze         | Partenze        | Partenze |
| R.       | Nome             | da              | Modalità |
| -------- | ---------------- | --------------- | -------- |
| D        | Alcide Baccari   | CRDA Monfalcone | ?        |
| D        | Vittorio Calvani | Latina          | ?        |
| C        | Luigi Giannini   | Novara          | ?        |
| D        | Gianni Rossi     | Rapallo Ruentes | ?        |

### Sessione autunnale (Novembre)
| Arrivi | Arrivi           | Arrivi   | Arrivi     |
| R.     | Nome             | da       | Modalità   |
| ------ | ---------------- | -------- | ---------- |
| C      | Claudio Correnti | Reggiana | definitivo |

## Statistiche

### Statistiche di squadra
| Competizione | Punti | In casa | In casa | In casa | In casa | In casa | In casa | In trasferta | In trasferta | In trasferta | In trasferta | In trasferta | In trasferta | Neutro | Neutro | Neutro | Neutro | Neutro | Neutro | Totale | Totale | Totale | Totale | Totale | Totale | D.R. |
| Competizione | Punti | G       | V       | N       | P       | Gf      | Gs      | G            | V            | N            | P            | Gf           | Gs           | G      | V      | N      | P      | Gf     | Gs     | G      | V      | N      | P      | Gf     | Gs     | D.R. |
| ------------ | ----- | ------- | ------- | ------- | ------- | ------- | ------- | ------------ | ------------ | ------------ | ------------ | ------------ | ------------ | ------ | ------ | ------ | ------ | ------ | ------ | ------ | ------ | ------ | ------ | ------ | ------ | ---- |
| Campionato   | 48    | 17      | 12      | 5       | 0       | 27      | 5       | 16           | 4            | 9            | 3            | 10           | 9            | 1      | 1      | 0      | 0      | 1      | 0      | 34     | 16     | 14     | 3      | 38     | 14     | 24   |

### Statistiche dei giocatori
| Giocatore       | Campionato | Campionato |
| Giocatore       | Pres       | Gol        |
| --------------- | ---------- | ---------- |
| Armellini P.    | 33         | 0          |
| B. Bruschettini | 14         | 1          |
| A. Buccione     | 8          | 0          |
| M. Cantarelli   | 21         | 0          |
| A. Carella      | 1          | 0          |
| A. Carrano      | 28         | 0          |
| B. Cicogna      | 32         | 4          |
| C. Correnti     | 26         | 0          |
| A. De Nardi     | 34         | 5          |
| F. Galletti     | 21         | 5          |
| A. Gambi        | 1          | 0          |
| A. Lonardi      | 34         | -14        |
| P. Loseto       | 27         | 0          |
| B. Marino       | 29         | 2          |
| L. Mujesan      | 34         | 20         |
| P. Toschi       | 7          | 0          |